# Diego Bogado
Diego Iván Bogado (23 de febrero de 1986, Buenos Aires, Argentina) es un futbolista argentino. Luego de 16 años de carrera en el Club Atlético River Plate actualmente se desempeña como volante central en el Football Club Treviso de Italia.

## Carrera
Bogado comenzó su carrera en 1996 en las inferiores del Club Atlético River Plate y en el 2006 fue promovido a primera división. Se desempeñó como sparring de la selección mayor comandada por el técnico Marcelo Bielsa en la Copa América en Perú. Su debut profesional fue en Argentina en la primera división del River Plate, donde jugó hasta el 2010. Luego de 16 años jugando para el River Plate se unió al club Bogor Raya F.C.. Él es uno de los más valiosos jugadores del fútbol indonés.
Juega el Torneo Federal B en el Atlético Policial de la ciudad de San Fernando del Valle de Catamarca.

## Características de juego
Es un jugador polifuncional, se desempeña como volante central con gran técnica y distribución de juego, volante por derecha con un muy buen ida y vuelta o marcador/lateral por derecha así como por izquierda. Rápido y aguerrido, excelente pegada. Pasa al ataque por las bandas constantemente sin descuidar la defensa. Muy buena marca. Gran sacrificio los 90 minutos. Excelente estado físico.